# Flughafen Karibib

i7
i11
i13
Der Flughafen Karibib (englisch Karibib Airport, ICAO-Code: FYBJ) ist der Flughafen der Gemeinde Karibib in Namibia. Der nördlich der Stadt gelegene Flughafen wurde als Militärflugplatz von der südafrikanischen Luftwaffe errichtet. Er ist seit 4. März 2016 Hauptsitz der Namibian Air Force, steht dennoch der Allgemeinen Luftfahrt auf Antrag offen.